# 1re cérémonie des Filmfare Awards

La 1e cérémonie des Filmfare Awards s'est déroulée le 21 mars 1954 à Mumbai, en Inde.

## Palmarès

### Récompenses populaires
| Catégorie                    | Lauréat |
| ---------------------------- | --- |
| Meilleur film                | Deux hectares de terre - produit et réalisé par Bimal Roy - avec Balraj Sahni, Nirupa Roy et Ratan Kumar (en) |
| Meilleur réalisateur         | Bimal Roy (Deux hectares de terre)                                                                            |
| Meilleur acteur              | Dilip Kumar (Daag (en))                                                                                       |
| Meilleure actrice            | Meena Kumari (Baiju Bawra (en))                                                                               |
| Meilleure direction musicale | Naushad (en) (Baiju Bawra (en))                                                                               |